# Stazione di Macherio-Sovico
La stazione di Macherio-Sovico è una fermata ferroviaria posta sulla linea Seregno-Bergamo, a servizio dei centri abitati di Macherio e di Sovico, esattamente sul confine tra i due comuni e costituendo l'unico elemento di demarcazione fisica fra i due abitati.

## Storia
Fino al 1º ottobre 1914 era denominata semplicemente «Macherio»; in tale data, per distinguersi dalla nuova stazione di Macherio-Canonica, assunse la nuova denominazione di «Macherio-Sovico».
Originariamente dotata di binario di precedenza/incrocio (binario 2, posto a nord del binario di corsa, servito da banchina ad isola priva di sottopasso pedonale) venne privata di questo e trasformata in fermata impresenziata il 14 giugno 2014. Al 2018 ne erano ancora presenti le rotaie, mentre risultavano rimossi i relativi deviatoi di accesso e la linea aerea sovrastante.

## Movimento
Fino al 2018, la stazione era servita da coppie di treni regionali di Trenitalia prima e di Trenord poi, in servizio sulla relazione Seregno-Carnate, cadenzati a frequenza oraria feriale, con servizio a "spola".
Dal 9 dicembre 2018, con l'introduzione dell' orario ferroviario invernale di Trenord, il servizio ferroviario sul tronco Seregno-Carnate è stato sospeso, ed sostituito con bus, i quali percorrono la stessa tratta del treno con un aggravio dei tempi di viaggio; i bus effettuano fermate nei pressi della stazione.